# Zawciąg alpejski
Zawciąg alpejski (Armeria alpina) – gatunek rośliny górskiej z rodziny ołownicowatych.

## Morfologia

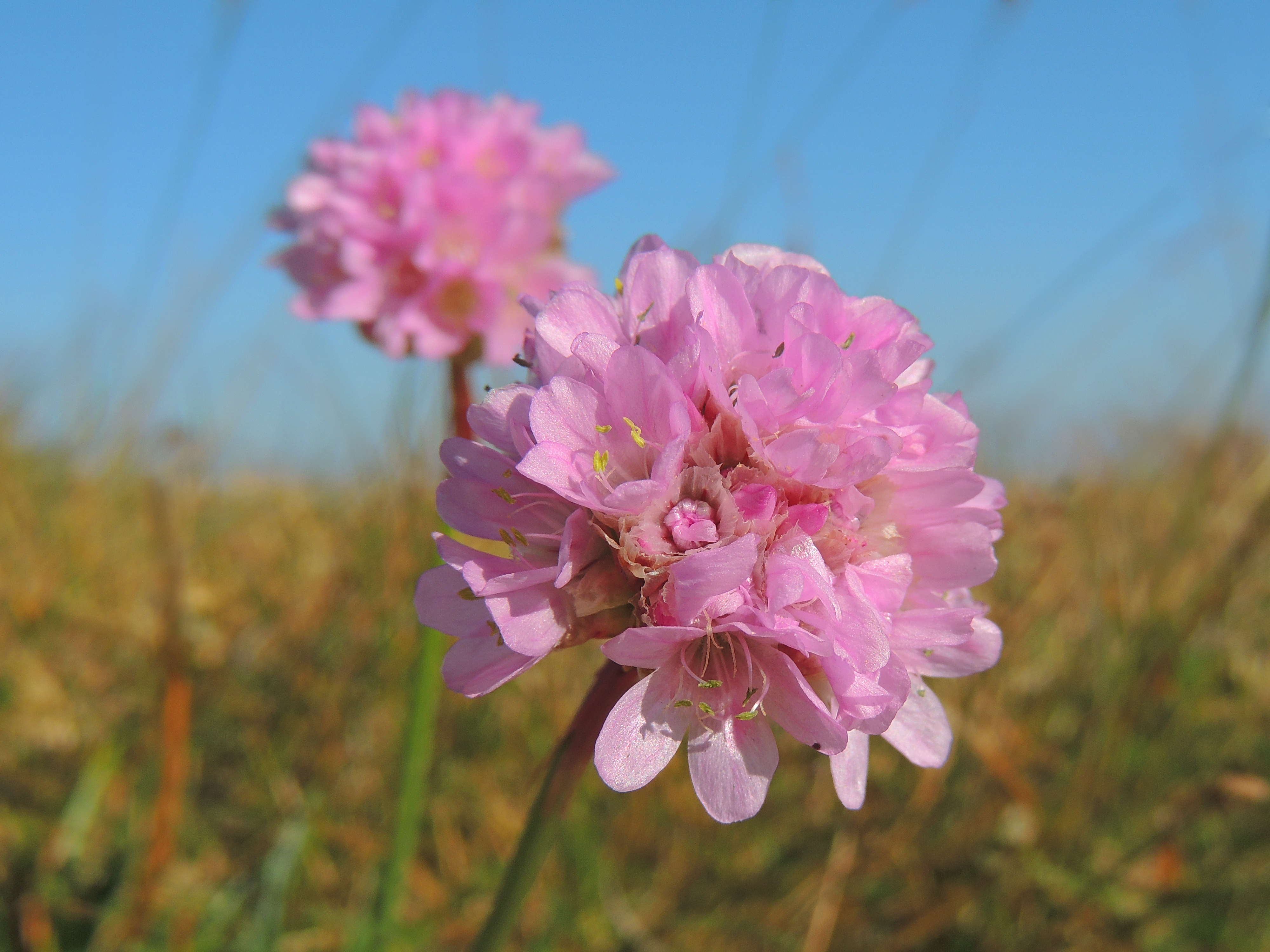
Kwiatostan

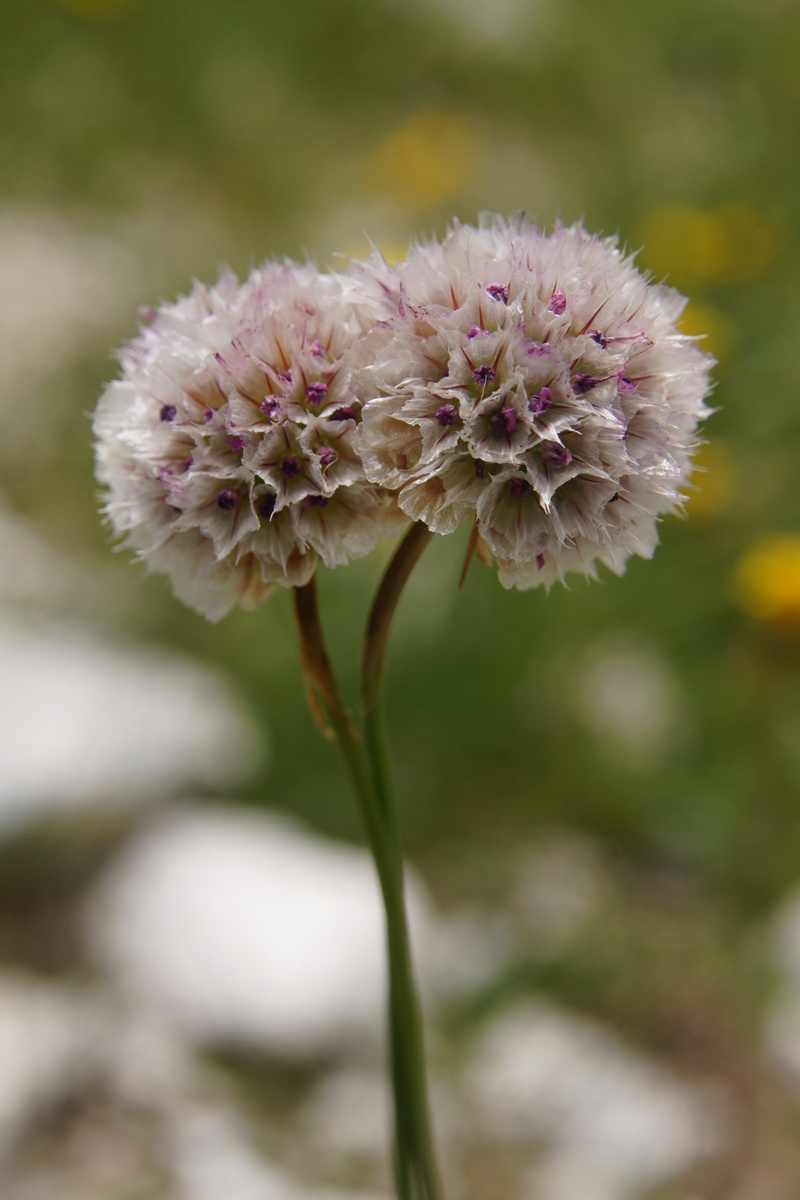
Owoce

PokrójBylina 5–30 cm wysokości, o krępym kłączu, rosnącym skośnie, u nasady którego można zauważyć resztki obumarłych zeszłorocznych liści.
LiścieTrawiaste, zebrane gęsto w rozetki, 3–8 cm długości, 1–4 mm szerokości, zaostrzone równowąsko, gładkie.
PędyKwiatonośne – bezlistne, o kwiatach zebranych w szczytowe pozorne główki (w istocie złożone ze skróconych kwiatostanów wierzchotkowych o licznych pędach), prawie kuliste z wieńcem skórzastych brązowawych łusek okrywy. Każdy kłębek składa się z 3 kwiatów i 2 przysadek pomiędzy nimi.
KwiatyBarwy różowej lub fioletowej, ciasno ustawione. Kielich kwiatu żeberkowany, owłosiony, z piłkowatymi ząbkami. Korona rurkowato-lejkowata, o krótkiej rurce i 5 lancetowato rozszerzonych, przeważnie zakończonych tępo łatkach korony.
Okres kwitnieniaOd lipca do sierpnia.

## Siedlisko

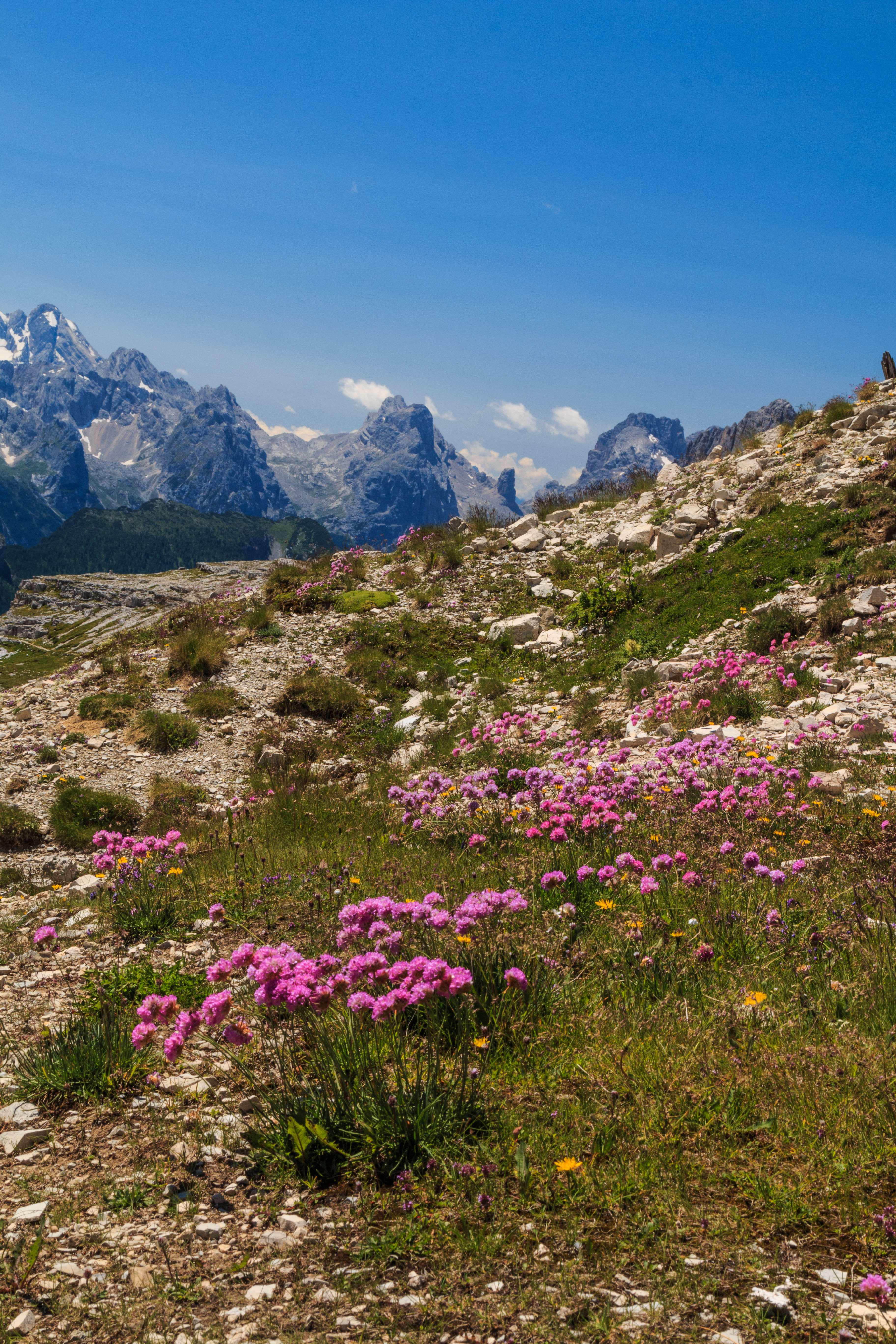
Siedlisko

Pastwiska wysokogórskie, skały i rumosz skalny. Rośnie na wysokościach od 1400 do 2700 m n.p.m.

### Pochodzenie i występowanie
Obszary górskie południowej i środkowej Europy od Hiszpanii po Ukrainę, na północy po Niemcy i Polskę. W Tatrach bardzo rzadki, na południowych stokach.